# Condado de Sevier (Tennessee)
El condado de Sevier (en inglés: Sevier County, Tennessee), fundado en 1794, es uno de los 95 condados del estado estadounidense de Tennessee. En el año 2000 tenía una población de 71.170 habitantes con una densidad poblacional de 63 personas por km². La sede del condado es Sevierville.

## Geografía
Según la Oficina del Censo, el condado tiene un área total de 1546 km² (596,9 mi²), de la cual 1533 km² (591,9 mi²) es tierra y 13 km² (5 mi²) es agua.

### Condados adyacentes

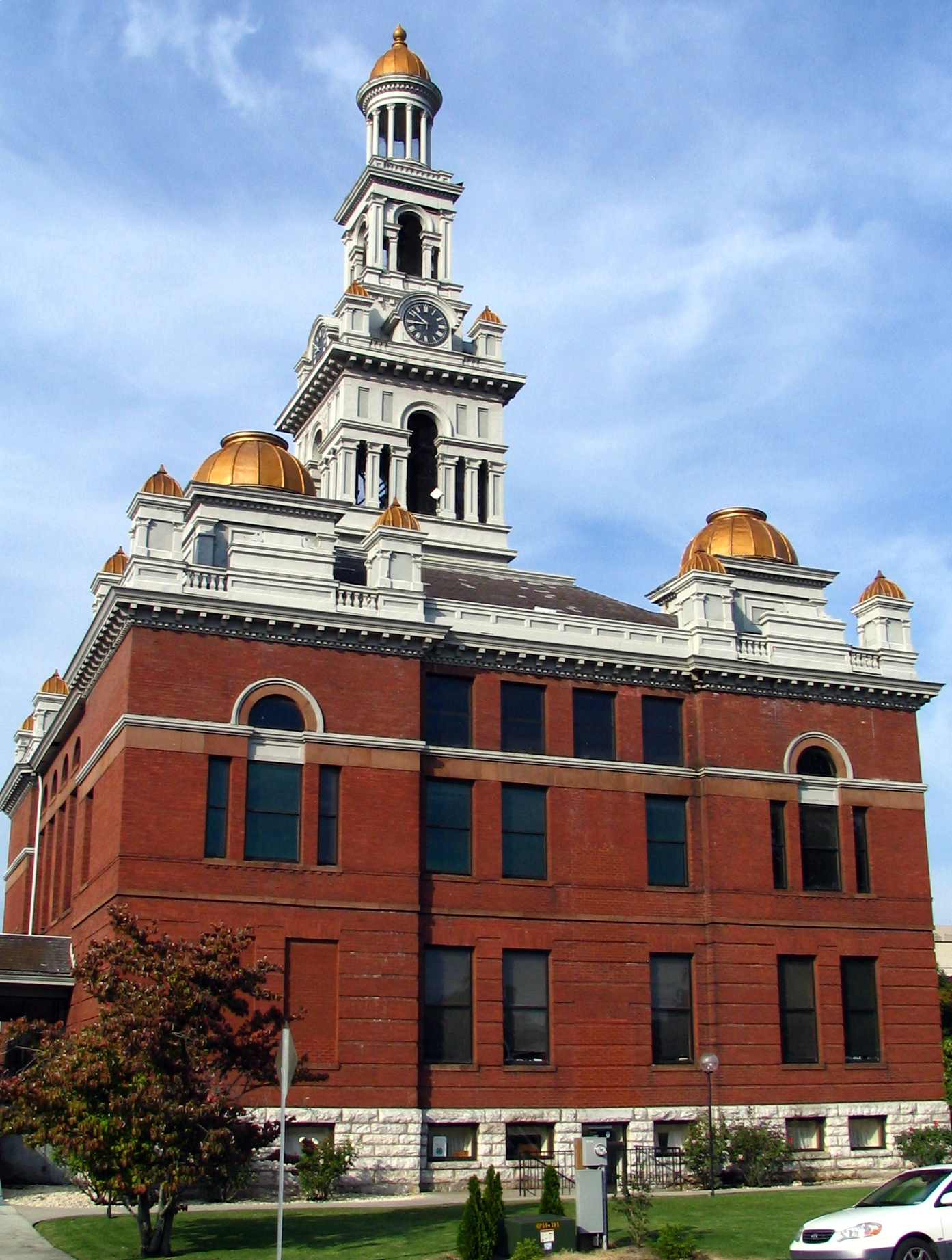
Corte del Condado de Sevier en Sevierville

- Condado de Jefferson norte
- Condado de Coke este
- Condado de Haywood sureste
- Condado de Swain sur
- Condado de Blout oeste
- Condado de Know noroeste

## Demografía
En el 2000 la renta per cápita promedia del condado era de $34,719, y el ingreso promedio para una familia era de $40,474. El ingreso per cápita para el condado era de $18,064. En 2000 los hombres tenían un ingreso per cápita de $27,139 contra $20,646 para las mujeres. Alrededor del 10.70% de la población estaba bajo el umbral de pobreza nacional.

## Lugares

### Principales carreteras
- Interestatal 40
- U.S. Route 321
- U.S. Route 411
- U.S. Route 441
- TN 35
- TN 66
- TN 71
- TN 73
- STN 139
- STN 338
- STN 339
- STN 416